# Абельмановская улица
Абельма́новская у́лица (до 1922 года — Покро́вский Ка́мер-Колле́жский Вал, с 1922 по 1955 год — Покро́вский Вал или Новоселе́нский прое́зд) — улица в Центральном административном округе города Москвы на территории Таганского района. Берёт начало от Нижегородской улицы и площади Абельмановской Заставы и заканчивается у площади Крестьянской Заставы и Марксистской улицы. С северо-запада к улице примыкает Новоселенский переулок; с юго-востока — Моревский проезд и улица Талалихина. Нумерация домов начинается от площади Абельмановской Заставы.

## Происхождение названия
Современное название дано 8 июля 1955 года по площади Абельмановская Застава, от которой улица начинается. Тогда же в состав улицы был включён Новоселенский бульвар (название от новозаселённой в первой половине XIX в. местности), который ранее назывался Александрийским.

## История
До революции именовалась улицей Покровский Камер-Коллежский вал (получил название по соседнему Покровскому монастырю), который представлял собой часть Камер-Коллежского Вала. В 1922 году она была переименована в Покровский Вал. По другим данным с 7 июня 1922 года по 8 июля 1956 года улица носила название Новоселенский проезд. В 1956 году была переименована в память о большевике Н. С. Абельмане.
В 1920-х годах близ пересечения Абельмановской улицы и Мясной Бульварной (ныне ул. Талалихина) улиц был построен комплекс из шести конструктивистских домов для рабочего жилищно-строительного кооперативного товарищества (РЖСКТ; объединяло рабочих предприятий «Серп и Молот», «Красный путь», фабрики имени Бухарина, завода имени Семашко); генеральный план участков был выполнен Г. Г. Вегманом. Первый из домов (дом № 1/2) — 1926 года постройки, остальные пять Г-образных корпусов были возведены позднее. В 1930-е—1940-е годы дома были надстроены до шести-семи этажей, некоторые получили неоклассическое оформление в духе сталинской архитектуры (ордер, руст, скульптурные элементы); заказчиком реконструкции выступил желатиновый завод.

## Здания и сооружения
Жилые кварталы на улице (№ 1/2, 4—6, 8, 3, 5) построены в 1925—1930-х годах по проекту архитекторов Г. Г. Вегмана, Н. Ревякина, инженера А. Циммермана.
По нечётной стороне:
- № 1/2 — жилой семиэтажный кирпичный дом, построен в 1926 году. Первый из пяти домов конструктивистского жилого комплекса (проект инженера А. Циммермана)[4]. В доме расположен салон красоты.
- № 3 — жилой шестиэтажный трёхподъездный кирпичный дом. В доме расположены также магазины.
- № 5 — жилой шестиэтажный трёхподъездный кирпичный дом. В доме расположены также организации.
- № 7 — жилой восьмиэтажный пятиподъездный кирпичный дом. В доме, помимо других организаций, расположены также магазины.
- № 9 — административное здание, бывший жилой дом конца XIX века. Состоит из трёх строений: 9с1, 9с9, 9с10.
- № 11 — жилой девятиэтажный четырёхподъездный панельный дом, построен в 1973 году. В доме располагается, помимо других организаций, библиотека.
- № 17а — Кинотеатр «Победа» (типовой проект архитектора И. В. Жолтовского).

По чётной стороне:
- № 2а — Училище при Покровском монастыре (1893, архитектор П. М. Самарин), сейчас — административное здание.
- № 2б — снесённое административное здание. Построено в XIX веке в кирпичном русском стиле. Снесено для строительства гостиницы при Покровском монастыре[6].
- № 4 — бывшее школьное здание, построено в 1930 году американской компанией «Лонгэйкр» по проекту архитекторов М. И. Мотылёва и Б. А. Малышева[7]. Ныне здание занимает «Клинико-диагностический центр Федерального клинического центра высоких медицинских технологий Федерального медико-биологического агентства».
- № 4а — административное здание, которое занимает Московская служба спасения при правительстве Москвы.
- № 6 — жилой семнадцатиэтажный панельный дом. В доме, помимо других организаций, располагается отделение «Сбербанка».
- № 28/49 (угол с Воронцовской улицей) — бывший универмаг Мосторга № 100 имени 10-летия Октября, здание в стиле конструктивизма, построен в 1928 году по проекту архитекторов А. В. Юганова и А. Паперного[8].

## Транспорт

### Наземный транспорт
Улица асфальтирована, движение по улице двухстороннее. По центру улицы организовано трамвайное движение.
На пересечении улицы с Нижегородской улицей расположена остановка «Абельмановская Застава».
На ней останавливаются автобусы:
- м27: Карачаровский путепровод —  Нижегородская —  Таганская /  Марксистская —  Китай-город —  Лубянка —  Охотный Ряд /  Театральная —  Библиотека имени Ленина /  Арбатская —  Кутузовская /  Кутузовская —  Парк Победы
- м7 138-й квартал Выхина —  Рязанский проспект —  Нижегородская —  Таганская /  Марксистская —  Китай-город
- 51: 138-й квартал Выхина —  Рязанский проспект —  Нижегородская —  Таганская
- 74: Саратовская улица —  Волгоградский проспект —  Таганская
- 106: 3-й Павелецкий проезд —  Павелецкий вокзал —  Таганская —  Новохохловская — Новохохловская улица
- 567:  Марксистская —  Площадь Ильича /  Римская — Смирновская улица, 25
- т26: Карачаровский путепровод —  Нижегородская —  Таганская —  Пролетарская —  Дубровка —  Автозаводская — Автозаводский мост
- т63: 138-й квартал Выхина —  Рязанский проспект —  Нижегородская —  Таганская
- н7: 138-й квартал Выхина —  Рязанский проспект —  Нижегородская —  Таганская /  Марксистская —  Китай-город

На улице расположены остановки: «Абельмановская Застава», «Детский театр», «Метро Пролетарская». По улице проходят трамвайные маршруты:
- А: Новоконная площадь —  Пролетарская —  Павелецкая —  Новокузнецкая —  Чистые пруды
- 12: 16-я Парковая улица —  Первомайская —  Партизанская —  Семёновская —  Авиамоторная —  Площадь Ильича /  Римская —  Пролетарская — 2-я улица Машиностроения
- 38: Черёмушки —  Павелецкая —  Пролетарская —  Площадь Ильича /  Римская —  Авиамоторная — 3-я Владимирская улица
- 43:  Угрешская —  Дубровка —  Дубровка —  Пролетарская —  Авиамоторная — 3-я Владимирская улица

### Метро
- Крестьянская Застава
- Пролетарская